# نظر خان (أذربيجان الغربية)
نظر خان هي قرية في مقاطعة بل دشت، إيران. عدد سكان هذه القرية هو 139 في سنة 2006.